# Mistrzostwa Europy w Lekkoatletyce 1978 – bieg na 100 m mężczyzn

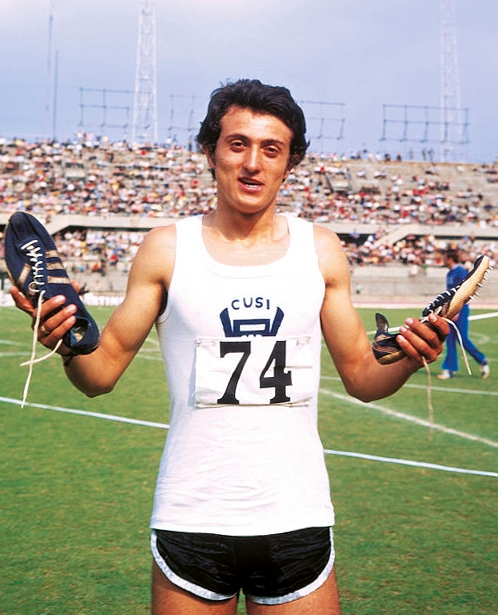
Pietro Mennea

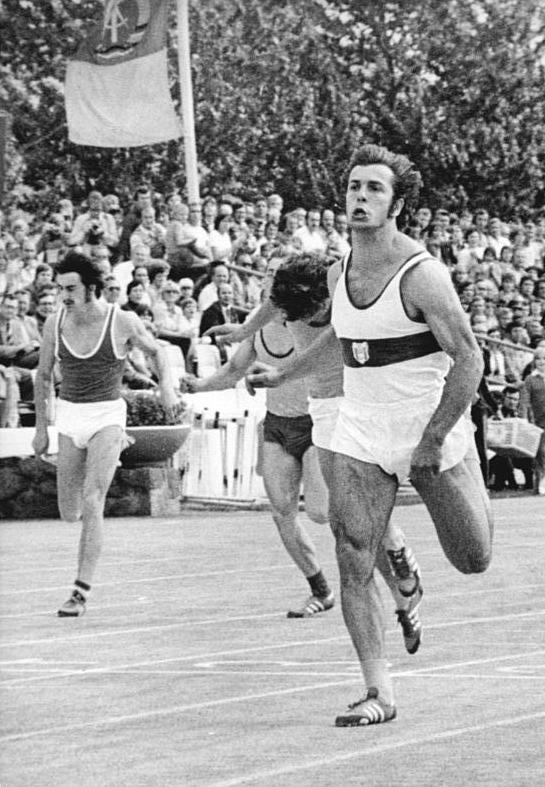
Eugen Ray (z prawej)

Bieg na dystansie 100 metrów mężczyzn był jedną z konkurencji rozgrywanych podczas XII mistrzostw Europy w Pradze. Biegi eliminacyjne zostały rozegrane 29 sierpnia, a biegi półfinałowe i bieg finałowy 30 sierpnia 1978 roku. Zwycięzcą tej konkurencji został reprezentant Włoch Pietro Mennea. W rywalizacji wzięło udział dwudziestu ośmiu zawodników z piętnastu reprezentacji.

## Rekordy
| Rekord świata     | Jim Hines (USA)      | 9,95  | Meksyk, Meksyk      | 14.10.1968 |
| Rekord Europy     | Wałerij Borzow (SUN) | 10,07 | Monachium, RFN      | 31.08.1972 |
| Rekord mistrzostw | Wałerij Borzow (SUN) | 10,27 | Helsinki, Finlandia | 11.08.1971 |

## Wyniki

### Eliminacje
Rozegrano cztery biegi eliminacyjne. Do półfinałów awansowało po czterech najlepszych zawodników każdego biegu eliminacyjnego (Q).
Bieg 1
| Miejsce | Zawodnik          | Czas  | Uwagi |
| ------- | ----------------- | ----- | ----- |
| 1       | Allan Wells       | 10,40 | Q     |
| 2       | Wałerij Borzow    | 10,50 | Q     |
| 3       | Joseph Arame      | 10,59 | Q     |
| 4       | Lambert Micha     | 10,63 | Q     |
| 5       | Franco Fähndrich  | 10,64 |       |
| 6       | Ladislav Latocha  | 10,73 |       |
| 7       | Iwajło Karanjotow | 10,78 |       |

Bieg 2
| Miejsce | Zawodnik            | Czas  | Uwagi |
| ------- | ------------------- | ----- | ----- |
| 1       | Pietro Mennea       | 10,19 | Q     |
| 2       | Leszek Dunecki      | 10,31 | Q     |
| 3       | Wołodymyr Ihnatenko | 10,38 | Q     |
| 4       | Dragan Zarić        | 10,59 | Q     |
| 5       | Ronald Desruelles   | 10,60 |       |
| 6       | Stefan Nilsson      | 10,62 |       |
| 7       | Otakar Wild         | 10,73 |       |

Bieg 3
| Miejsce | Zawodnik          | Czas  | Uwagi |
| ------- | ----------------- | ----- | ----- |
| 1       | Eugen Ray         | 10,30 | Q     |
| 2       | Marian Woronin    | 10,50 | Q     |
| 3       | Stefano Curini    | 10,58 | Q     |
| 4       | Kenth Rönn        | 10,58 | Q     |
| 5       | Pierrick Thessard | 10,79 |       |
| 6       | Gernot Massing    | 10,86 |       |
| 7       | Weselin Panow     | 10,90 |       |

Bieg 4
| Miejsce | Zawodnik               | Czas  | Uwagi |
| ------- | ---------------------- | ----- | ----- |
| 1       | Petyr Petrow           | 10,44 | Q     |
| 2       | Nikołaj Kolesnikow     | 10,49 | Q     |
| 3       | Lambros Kefalas        | 10,53 | Q     |
| 4       | Giovanni Grazioli      | 10,55 | Q     |
| 5       | Alexander Thieme       | 10,55 |       |
| 6       | Zdeněk Mazur           | 10,73 |       |
| 7       | Vilmundur Vilhjálmsson | 10,76 |       |

### Półfinały
Rozegrano dwa półfinały. Do finału awansowało po czterech najlepszych zawodników każdego biegu półfinałowego (Q).
Półfinał 1
| Miejsce | Zawodnik            | Czas  | Uwagi |
| ------- | ------------------- | ----- | ----- |
| 1       | Pietro Mennea       | 10,26 | Q     |
| 2       | Wołodymyr Ihnatenko | 10,45 | Q     |
| 3       | Petyr Petrow        | 10,46 | Q     |
| 4       | Wałerij Borzow      | 10,53 | Q     |
| 5       | Marian Woronin      | 10,54 |       |
| 6       | Kenth Rönn          | 10,63 |       |
| 7       | Stefano Curini      | 10,72 |       |
| 8       | Lambert Micha       | 10,74 |       |

Półfinał 2
| Miejsce | Zawodnik           | Czas  | Uwagi |
| ------- | ------------------ | ----- | ----- |
| 1       | Eugen Ray          | 10,30 | Q     |
| 2       | Leszek Dunecki     | 10,38 | Q     |
| 3       | Allan Wells        | 10,38 | Q     |
| 4       | Nikołaj Kolesnikow | 10,43 | Q     |
| 5       | Giovanni Grazioli  | 10,58 |       |
| 6       | Lambros Kefalas    | 10,60 |       |
| 7       | Joseph Arame       | 10,64 |       |
| 8       | Dragan Zarić       | 10,69 |       |

### Finał
| Miejsce | Zawodnik            | Czas  |
| ------- | ------------------- | ----- |
| 1       | Pietro Mennea       | 10,27 |
| 2       | Eugen Ray           | 10,36 |
| 3       | Wołodymyr Ihnatenko | 10,37 |
| 4       | Petyr Petrow        | 10,41 |
| 5       | Leszek Dunecki      | 10,43 |
| 6       | Allan Wells         | 10,45 |
| 7       | Nikołaj Kolesnikow  | 10,46 |
| 8       | Wałerij Borzow      | 10,55 |